# Thủ tướng Philippines
Thủ tướng Philippines là người đứng đầu chính phủ của Philippines từ năm 1978 đến năm 1986. Trong thời kỳ thiết quân luật, thủ tướng là tổng tư lệnh của Quân đội Philippines. Tiền thân của chức vụ thủ tướng là chủ tịch Hội đồng Chính phủ của nền Đệ nhất Cộng hòa Philippines.

## Lịch sử

### Đệ nhất Cộng hòa

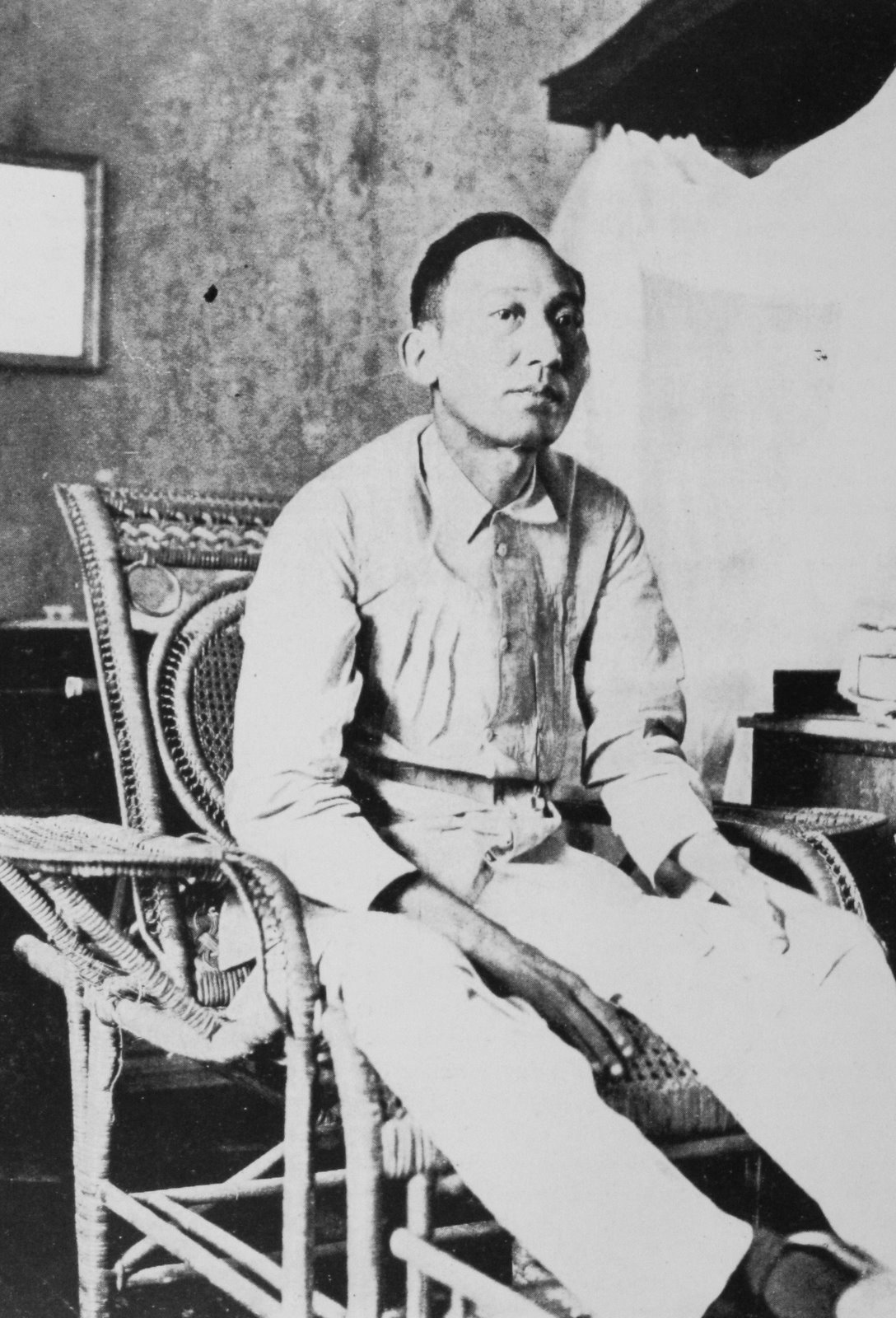
Apolinario Mabini, chủ tịch Hội đồng Chính phủ đầu tiên.

Hiến pháp Philippines năm 1899 thành lập Hội đồng Chính phủ gồm chủ tịch Hội đồng Chính phủ và bảy bộ trưởng. Apolinario Mabini là chủ tịch Hội đồng Chính phủ đầu tiên, do Tổng thống Emilio Aguinaldo bổ nhiệm vào ngày 2 tháng 1 năm 1899. Mabini kiêm bộ trưởng bộ tài chính của chính phủ cách mạng.
Ngày 10 tháng 12 năm 1898, Tây Ban Nha ký Hiệp định Paris với Hoa Kỳ, từ bỏ chủ quyền đối với Cuba và nhường lại Philippines, Guam và Puerto Rico cho Hoa Kỳ. Hai ngày sau, Aguinaldo chỉ đạo luật sư Felipe Agoncillo vận động quốc tế công nhận Philippines là một nước độc lập kể từ khi Tuyên ngôn Độc lập được ban hành vào ngày 12 tháng 6 năm 1898 nhưng Hoa Kỳ không thừa nhận chủ quyền của Philippines. Ngày 23 tháng 1 năm 1899, Đệ nhất Cộng hòa Philippines được thành lập tại Malolos. Ngày 30 tháng 1, Aguinaldo cử Agoncillo đến Hoa Kỳ vận động Thượng viện công nhận nền độc lập của Philippines.
Mabini nỗ lực đàm phán ngừng bắn giữa quân Philippines và quân Mỹ trú tại Philippines sau Hiệp định Paris nhưng bất thành. Chiến tranh Hoa Kỳ - Philippines nổ ra vào ngày 4 tháng 2 năm 1899. Chính phủ cách mạng buộc phải rút khỏi thủ đô Malolos. Mabini từ chức và đầu hàng quân Mỹ vào ngày 7 tháng 5 năm 1899 trước tình hình chiến sự du kích ngày càng gia tăng và sức ép của những đối thủ chính trị.
Một trong những địch thủ của Mabini là Pedro A. Paterno, chủ tịch Quốc hội từ ngày 15 tháng 9 năm 1898. Paterno phản đối kế hoạch phản công của Mabini và đề nghị Aguinaldo cầu hòa với Hoa Kỳ, chấp nhận chế độ bảo hộ của Hoa Kỳ với quyền tự trị địa phương. Mabini phản đối kế hoạch của Paterno nhưng ông thuyết phục được Aguinaldo giải tán chính phủ của Mabini. 

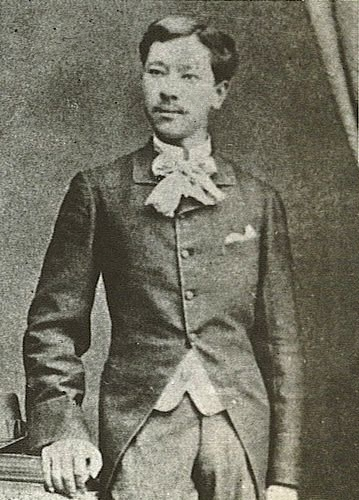
Pedro A. Paterno kế nhiệm Mabini vào tháng 5 năm 1899. Ông là người soạn thảo tuyên bố chiến tranh với Hoa Kỳ.

Ngày 8 tháng 5, Aguinaldo bổ nhiệm Paterno làm chủ tịch Hội đồng Chính phủ. Việc đầu tiên ông làm là gửi một bản sao của "Phương án tự trị" đến Ủy ban Schurman của Hoa Kỳ, tuyên bố chấp nhận chủ quyền của Hoa Kỳ đối với Philippines nếu Hoa Kỳ trao quyền tự trị địa phương cho Philippines.
Hành vi của Paterno gây bức xúc với Antonio Luna, tư lệnh của Lục quân Philippines. Luna phát động binh biến, ra lệnh bắt giữ Paterno và những thành viên khác của Nội các nhưng không bỏ tù được ông. Paterno buộc phải ra tuyên bố chiến tranh với Hoa Kỳ vào ngày 2 tháng 6 năm 1899. Ngày 5 tháng 6, Luna bị ám sát ở Nueva Ecija, một phần vì hiềm khích với Paterno.
Trong thời kỳ chiến tranh, chính phủ cách mạng phải di dời nhiều lần nhằm tránh sự truy lùng của quân Mỹ. Paterno bị quân Mỹ bắt làm tù binh tại Benguet vào ngày 13 tháng 11 năm 1899. Tuy nhiên, Aguinaldo không bổ nhiệm một chủ tịch Hội đồng Chính phủ khác do đã tháo chạy. Ngày 21 tháng 6 năm 1900, Paterno chấp nhận lệnh đặc xá của tổng đốc Philippines Arthur MacArthur Jr. và tuyên thệ trung thành với Hoa Kỳ cùng với những thành viên khác của chính phủ cách mạng.
Từ năm 1899 đến năm 1901, Philippines chịu sự quản lý của quân đội Hoa Kỳ. Ngày 23 tháng 3 năm 1901, Aguinaldo bị Tướng Frederick Funston bắt giữ tại Palanan. Từ năm 1901, Philippines chịu sự lãnh đạo của thống đốc. Ngày 15 tháng 11 năm 1935, Hoa Kỳ ban hành hiến pháp cho Philippines, trao quyền tự trị địa phương nhưng không tái lập chức vụ chủ tịch Hội đồng Chính phủ hay thành lập một chức vụ tương tự.

### Thời kỳ thiết quân luật

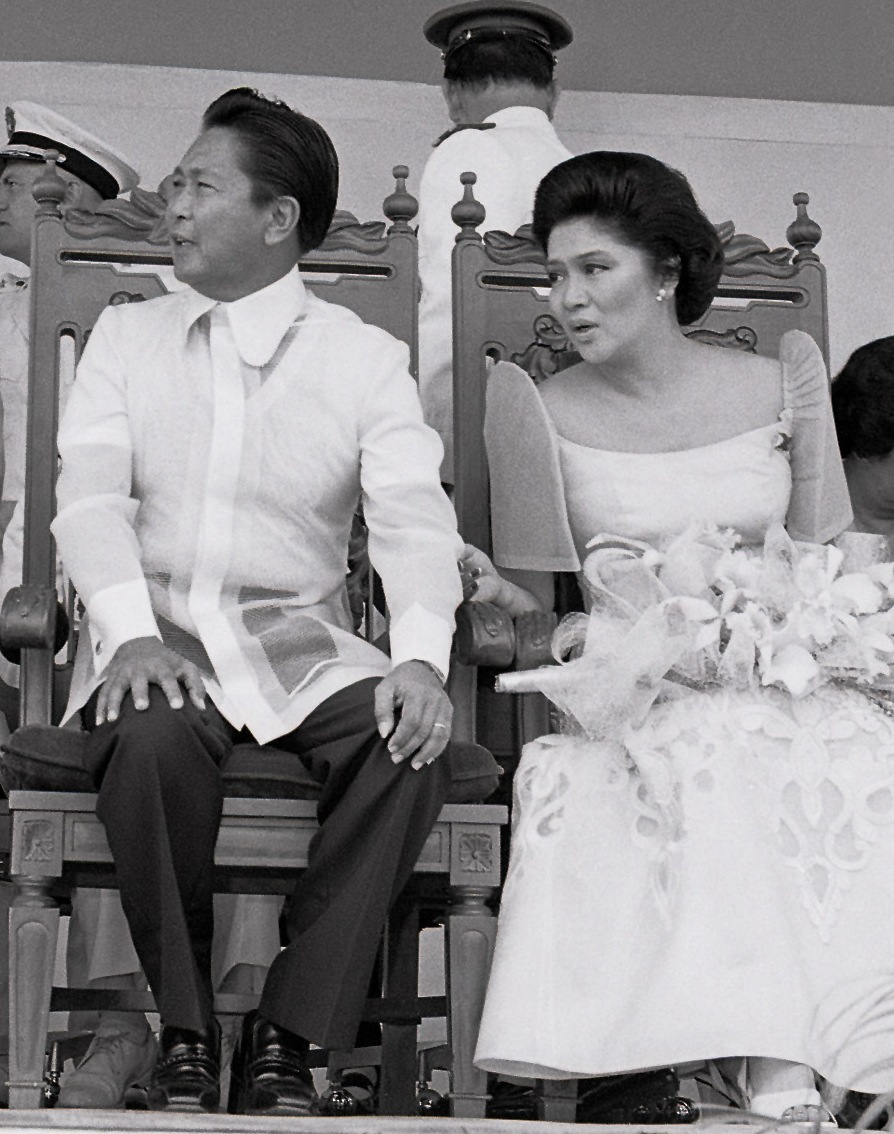
Thủ tướng Ferdinand Marcos và Đệ nhất Phu nhân Imelda Marcos vào năm 1979.

Trong cuộc trưng cầu ý dân về hiến pháp vào ngày 16 tháng 10 năm 1976 do Marcos tổ chức, cử tri bỏ phiếu tán thành gia hạn lệnh thiết quân luật và phê chuẩn Tu chính án 6. Tu chính án 6 quy định tổng thống thực hiện quyền hành pháp và quyền lập pháp, tái lập chức vụ thủ tướng và giải tán quốc hội cũ, thành lập Quốc hội lâm thời gồm một viện. Marcos tiếp tục làm tổng thống và được thực hiện quyền lập pháp cho đến khi lệnh thiết quân luật bị bãi bỏ.
Bầu cử quốc hội mới được tổ chức vào ngày 7 tháng 4 năm 1978. 150 trong số 165 nghị sĩ thuộc về Phong trào Xã hội Mới, đảng cầm quyền của Marcos. Quốc hội khai mạc kỳ họp đầu tiên vào ngày 12 tháng 6 và phê chuẩn bổ nhiệm Marcos làm thủ tướng.
Marcos từ chức thủ tướng sau khi nhậm chức tổng thống nhiệm kỳ thứ ba vào ngày 30 tháng 6 năm 1981. Ông bổ nhiệm Bộ trưởng Bộ Tài chính Cesar Virata, cháu của cựu tổng thống Emilio Aguinaldo, làm thủ tướng vào ngày 27 tháng 7 năm 1981. Virata từng đại diện cho Philippines ở Ngân hàng Thế giới và giữ chức thủ tướng cho đến cuộc Cách mạng Quyền lực Nhân dân năm 1986.

### Bãi bỏ
Sau Cách mạng Quyền lực Nhân dân, Corazon Aquino bổ nhiệm Phó Tổng thống Salvador Laurel làm thủ tướng của chính phủ cách mạng. Tháng 3 năm 1986, Aquino ban hành Thông cáo số 3, bãi bỏ chức vụ thủ tướng.
Hiến pháp Philippines hiện hành quy định tổng thống là nguyên thủ quốc gia kiêm người đứng đầu chính phủ.

## Nhiệm vụ và quyền hạn

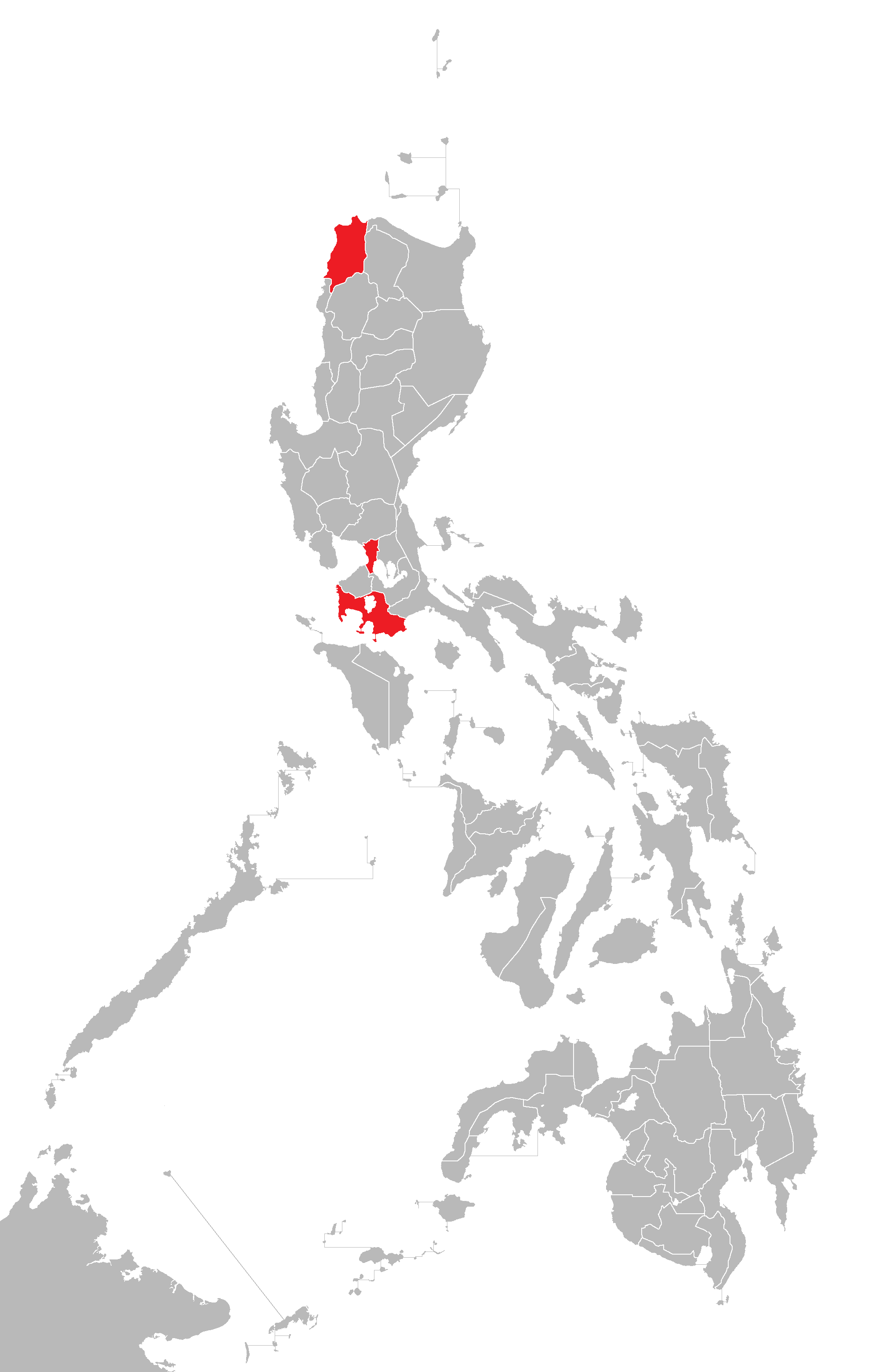
Nơi sinh của các thủ tướng Philippines.

Nhiệm vụ, quyền hạn của chức vụ thủ tướng được quy định tại Hiến pháp Philippines năm 1973. Thủ tướng do Quốc hội lâm thời bầu ra trong số thành viên của Quốc hội lâm thời. Quốc hội lâm thời quyết định bãi nhiệm thủ tướng nếu đa số thành viên biểu quyết tán thành.
Thủ tướng lãnh đạo Nội các và có quyền bổ nhiệm, miễn nhiệm thành viên Nội các.
Thủ tướng có những nhiệm vụ, quyền hạn khác sau đây:
- bổ nhiệm phó thủ tướng;[28]
- báo cáo trước Quốc hội về chương trình nghị sự của chính phủ vào đầu mỗi kỳ họp;[29]
- phân công, kiểm soát các bộ;[30]
- thống lĩnh Quân đội Philippines;[1]
- bổ nhiệm thủ trưởng cơ quan nhà nước, quyết định thăng quân hàm cấp thiếu tướng, chuẩn đô đốc;[1]
- quyết định hoãn thi hành án, ân giảm hình phạt, đặc xá; miễn thi hành phạt tiền, tước tài sản; và công bố quyết định đại xá với sự đồng ý của Quốc hội lâm thời, trừ phi đã bị đàn hặc;[31] và
- bảo đảm khoản nợ nước ngoài, nội địa của Philippines.[32]

Hiến pháp năm 1973 cũng quy định thủ tướng thực hiện những nhiệm vụ, quyền hạn được hiến pháp năm 1935 giao cho tổng thống, trừ phi Quốc hội lâm thời quy định khác, bao gồm ký điều ước quốc tế và bổ nhiệm đại sứ, lãnh sự với sự phê chuẩn của Ủy ban Bổ nhiệm.
Hiến pháp năm 1973 được sửa đổi vào năm 1981, giao lại nhiều quyền hành của thủ tướng cho tổng thống. Tu chính án quy định tổng thống do dân cử, bổ nhiệm bộ trưởng, quyết định chính sách đối nội, đối ngoại của Philippines và thống lĩnh quân đội. Tổng thống có quyền ban hành sắc luật. Thủ tướng do Quốc hội bầu ra theo đề nghị của tổng thống và tiếp tục lãnh đạo Nội các nhưng chỉ có vai trò giám sát các bộ. Thủ tướng và Nội các chịu trách nhiệm trước Quốc hội về chương trình nghị sự của chính phủ do tổng thống phê duyệt.
Ngày 27 tháng 7 năm 1981, Marcos ban hành Sắc lệnh 708, mở rộng quyền hạn của thủ tướng, đặc biệt là đối với các bộ. Thủ tướng được gia nhiệm vụ lãnh đạo, quản lý công việc thường nhật của chính phủ, phối hợp hoạt động của các bộ và giải quyết những vấn đề được tổng thống giao phó. Năm 1984, thủ tướng làm chủ tịch Ủy ban thường vụ Nội các, có nhiệm vụ giúp tổng thống thực hiện nhiệm vụ, quyền hạn.

## Danh sách thủ tướng
| No. | Họ tên (ngày sinh – ngày mất)                                                           | Họ tên (ngày sinh – ngày mất)                                                               | Hình                     | Đảng tịch                          | Nhiệm kỳ                     | Nhiệm kỳ                  | Nhiệm kỳ                   | Tổng thống               | Cơ quan lập pháp  | Thời kỳ                         |
| No. | Họ tên (ngày sinh – ngày mất)                                                           | Họ tên (ngày sinh – ngày mất)                                                               | Hình                     | Đảng tịch                          | Nhậm chức                    | Mãn nhiệm                 | Thời gian đương chức       | Tổng thống               | Cơ quan lập pháp  | Thời kỳ                         |
| --- | --------------------------------------------------------------------------------------- | ------------------------------------------------------------------------------------------- | ------------------------ | ---------------------------------- | ---------------------------- | ------------------------- | -------------------------- | ------------------------ | ----------------- | ------------------------------- |
| 1 |                                                                                         | Apolinario Mabini (ngày 23 tháng 7 năm 1864 – ngày 13 tháng 5 năm 1903) (Hưởng thọ 38 tuổi) |                          | Không đảng phái                    | ngày 2 tháng 1 năm 1899      | ngày 23 tháng 1 năm 1899  | 125 ngày                   | Emilio Aguinaldo         | Quốc hội Malolos  | Chính phủ Cách mạng Philippines |
| 1 | ngày 23 tháng 1 năm 1899                                                                | Apolinario Mabini (ngày 23 tháng 7 năm 1864 – ngày 13 tháng 5 năm 1903) (Hưởng thọ 38 tuổi) | ngày 7 tháng 5 năm 1899  | Không đảng phái                    | Đệ nhất Cộng hòa Philippines |                           | 125 ngày                   | Emilio Aguinaldo         | Quốc hội Malolos  |                                 |
| 2 | Pedro Paterno (ngày 27 tháng 2 năm 1857 – ngày 26 tháng 4 năm 1911) (Hưởng thọ 54 tuổi) |                                                                                             | ngày 8 tháng 5 năm 1899  | Không đảng phái                    | Đệ nhất Cộng hòa Philippines | ngày 13 tháng 11 năm 1899 | 189 ngày                   | Emilio Aguinaldo         | Quốc hội Malolos  |                                 |
| Chức vụ bị bãi bỏngày 14 tháng 11 năm 1899 — ngày 12 tháng 6 năm 1978                                                    |                                                                                         |                                                                                             |                          |                                    |                              |                           |                            |                          |                   |                                 |
| 3 |                                                                                         | Ferdinand Marcos (ngày 11 tháng 9 năm 1917 – ngày 28 tháng 9 năm 1989) (Hưởng thọ 72 tuổi)  |                          | Phong trào Xã hội Mới              | ngày 12 tháng 6 năm 1978     | ngày 30 tháng 6 năm 1981  | 3 năm, 18 ngày             | Ferdinand Marcos         | Quốc hội lâm thời | Thiết quân luật                 |
| 4 | Cesar Virata (ngày 12 tháng 12 năm 1930) (94 tuổi)                                      |                                                                                             | ngày 28 tháng 7 năm 1981 | Phong trào Xã hội Mới              | ngày 23 tháng 7 năm 1984     | 4 năm, 212 ngày           | Đệ tứ Cộng hòa Philippines | Ferdinand Marcos         | Quốc hội lâm thời |                                 |
| 4 | Cesar Virata (ngày 12 tháng 12 năm 1930) (94 tuổi)                                      | ngày 23 tháng 7 năm 1984                                                                    | ngày 25 tháng 2 năm 1986 | Phong trào Xã hội Mới              | Quốc hội thường kỳ           | 4 năm, 212 ngày           | Đệ tứ Cộng hòa Philippines | Ferdinand Marcos         |                   |                                 |
| 5 |                                                                                         | Salvador Laurel (ngày 18 tháng 11 năm 1928 – ngày 27 tháng 1 năm 2004) (Hưởng thọ 75 tuổi)  |                          | Tổ chức Dân chủ Dân tộc Thống nhất | Quốc hội thường kỳ           | ngày 25 tháng 2 năm 1986  | Đệ tứ Cộng hòa Philippines | ngày 25 tháng 3 năm 1986 | 28 ngày           | Corazon Aquino                  |
| Chức vụ bị bãi bỏHiến pháp Philippines năm 1987 quy định tổng thống là nguyên thủ quốc gia kiêm người đứng đầu chính phủ |                                                                                         |                                                                                             |                          |                                    |                              |                           |                            |                          |                   |                                 |